# 柳蒂布羅德岩
63°14′48″S 62°14′14″W / 63.24667°S 62.23722°W
柳蒂布羅德岩（Lyutibrod Rocks），是南極洲的岩石，位於南設得蘭群島的洛島西北岸，處於索爾尼克角東北面1.95公里，長0.86公里，以保加利亞西北部城鎮命名，現時由南極條約體系管理。